# Paralaophonte perplexa
Paralaophonte perplexa är en kräftdjursart som först beskrevs av T. Scott 1898.  Paralaophonte perplexa ingår i släktet Paralaophonte och familjen Laophontidae. Arten har ej påträffats i Sverige. Inga underarter finns listade i Catalogue of Life.